# غابرييلزينيو
غابرييل أيرتون دي سوزا (بالبرتغالية: Gabriel Airton de Souza‏) (مواليد 29 مارس 1996) المعروف باسم غابرييلزينيو هو لاعب كرة قدم برازيلي يلعب في مركز الجناح لعب سابقاً في ناديي الوصل وحتا الإماراتيين.

## روابط خارجية
- غابرييلزينيو على موقع قاعدة بيانات كرة القدم.إي يو (الإنجليزية)
- غابرييلزينيو على موقع Soccerway.com (الإنجليزية)